# Йоахім Брендель
Йоахім Вернер Ріхард Фрідріх Брендель (нім. Joachim Werner Richard Friedrich Brendel; 27 квітня 1921, Ульріхсгальбен — 7 липня 1974, Кельн) — німецький льотчик-ас винищувальної авіації, гауптман люфтваффе (1944). Кавалер Лицарського хреста Залізного хреста з дубовим листям.

## Біографія
Син гауптмана поліції. В 1938 року вступив в люфтваффе. Після закінчення авіаційного училища в 1941 року зарахований в 51-у винищувальну ескадру. Учасник Німецько-радянської війни. Наприкінці 1942 року на його рахунку були 162 повітряні бої. З 1943 року — командир 1-ї ескадрильї своєї ескадри. 1 вересня 1944 року призначений командиром 3-ї групи своєї ескадри і обіймав цю посаду до кінця війни. Всього за час бойових дій здійснив 950 бойових вильотів і збив 189 радянських літаків, в тому числі 25 Як-9 і 88 Іл-2. Загинув в автомобільній катастрофі.

## Нагороди
- Нагрудний знак пілота
- Залізний хрест
  - 2-го класу (3 липня 1941)
  - 1-го класу (21 квітня 1942)
- Медаль «За зимову кампанію на Сході 1941/42»
- Нагрудний знак «За поранення» в чорному
- Почесний Кубок Люфтваффе (15 березня 1943)
- Німецький хрест в золоті (17 травня 1943)
- Лицарський хрест Залізного хреста з дубовим листям
  - лицарський хрест (22 листопада 1943) — за 95 перемог.
  - дубове листя (№ 697; 14 січня 1945) — за 156 перемог.
- Авіаційна планка винищувача в золоті з підвіскою «900»